# Бістер (Вале)
Бістер (нім. Bister VS) — громада  в Швейцарії в кантоні Вале, округ Східний Рарон.

## Географія
Громада розташована на відстані близько 85 км на південний схід від Берна, 60 км на схід від Сьйона.
Бістер має площу 5,8 км², з яких на 1,2% дозволяється будівництво (житлове та будівництво доріг), 15,9% використовуються в сільськогосподарських цілях, 42,6% зайнято лісами, 40,3% не є продуктивними (річки, льодовики або гори).

## Демографія
2019 року в громаді мешкало 33 особи (+0% порівняно з 2010 роком), іноземців було 6,1%. Густота населення становила 6 осіб/км².
За віковим діапазоном населення розподілялося таким чином: 9,1% — особи молодші 20 років, 60,6% — особи у віці 20—64 років, 30,3% — особи у віці 65 років та старші. Було 16 помешкань (у середньому 2 особи в помешканні).
Із загальної кількості 13 працюючих 6 було зайнятих в первинному секторі, 0 — в обробній промисловості, 7 — в галузі послуг.